# Рехневская, Витольда
Витольда Рехневская (урожденная Карпович) (пол. Witolda Rechniewska; 1862, на Кавказе, Российская империя — 31 октября 1917, Варшава) — первая женщина-врач в Царстве Польском, революционерка, социалистический деятель.

## Биография
Родилась в 1862 году на Кавказе в семье польского врача Карповича. Во время учëбы в гимназии занималась самообразованием в тайном кружке. Затем поступила на «Особые медицинские курсы для образования ученых акушерок» петербургской военно-медицинской академии, а когда курсы были закрыты, Витольда продолжила обучение на естественном отделении академии в Санкт-Петербурге.
Была членом общества польских социалистов в Санкт-Петербурге. С 1883 года — член партии «Пролетариат» (Интернациональная социально-революционная партия «Пролетариат»).
В феврале 1884 г. вышла замуж за товарища по партии Фаддея (Тадеуша) Юльевича Рехневского, работавшего вместе с революционером Людвигом Варынским по созданию партии «Пролетариата I».
Через неделю после свадьбы молодожëны были арестованы царскими властями, заключены в киевскую тюрьму. После полутора лет заключения В. Рехневская была осуждена на четыре года ссылки в Западную Сибирь, а её муж перевезен в Варшаву и предан военному суду.
В 1889 г. приехала к мужу на Кару, где стала помогать в бытовой поддержке заключённых. В 1900 г. поселилась в Иркутске и занялась медицинской практикой. В 1906 г. семья Рехневских вернулась в Варшаву, где Витольда в течение 10 лет работала в больницах и занималась опекой бедных детей.
В конце октября 1917 г. умерла, заразившись тифом от пациентов. Похоронена на варшавском кладбище Повонзки.